# Hangaroa (rivière)
Ne doit pas être confondu avec Hanga Roa.
La rivière Hangaroa ( anglais : Hangaroa River) est un cours d’eau de la région de Gisborne dans l’Île du Nord de la Nouvelle-Zélande.

## Situation
Sa source se trouve dans la chaîne de Huiarau (en) dans le parc national de Te Urewera, et s’écoule vers le sud-est pour fusionner avec la rivière Ruakituri près du village de ‘Te Reinga’. Les deux rivières combinées forment le fleuve Wairoa, qui s’écoule au sud dans Hawke's Bay.
Les truites arc-en-ciel peuplent la partie supérieure du cours de la rivière. Le cours supérieur présente un lit de nature rocheuse bien que le bush natif peut envahir le lit même dans les segments des rapides. La partie inférieure de la rivière s’écoule à travers un paysage agricole et contient plutôt des truites brunes.